# Outstrider
Outstrider è il secondo album in studio del gruppo black metal Abbath, guidato da Abbath Doom Occulta, ex Immortal. Il disco è stato pubblicato nel luglio 2019.

## Tracce
Testi di Simon Dancaster, musiche di Abbath.
1. Calm in Ire (Of Hurricane) – 4:32
2. Bridge of Spasms – 3:49
3. The Artifex – 4:09
4. Harvest Pyre – 4:12
5. Land of Khem – 4:08
6. Outstrider – 5:39
7. Scythewinder – 4:17
8. Hecate – 4:25

Tracce bonus
1. Pace Till Death (cover dei Bathory) – 3:14

## Formazione

### Gruppo
- Abbath Doom Occulta – chitarra, voce
- Ole André Farstad – chitarra solista, acustica, baritona, zither
- Mia Wallace – basso
- Ukri Suvilehto – batteria

### Altri musicisti
- Endre Kirkesola – tastiere, samples, percussioni